# Jacques de Menou de Boussay
Jacques-François de Menou, baron de Boussay, dit Abdallah Menou, nascut a Boussay el 3 de setembre de 1750 i mort a Carpenedo di Mestre (Venècia) el 13 d'agost de 1810, va ser un general francès.

## Biografia
De família noble,va entrar aviat a la carrera de les armes i el 1789 ja era mariscal de camp va ser diputat de la noblesa als Estats generals de 1789. Es va unir a la Revolució francesa
El 1798, va comandar una de les cinc divisions de l'exèrcit d'Orient durant la Campanya d'Egipte, es va casar amb una musulmana acabalada i es va convertir a l'islam i va agafar el nom d'Abdallah.
Després de l'assassinat de Kléber, el va succeir a Egipte com a general en cap.
El 21 de març de 1801, va comandar el cos expedicionari francès en la segona batalla d'Abukir. Després de la batalla es retirà a Alexandria on capitulà el mes d'agost.
En haver de sortir d'Egipte va deixar la pedra de Roseta als anglesos.
Va ser nomenat administrador del Piemont el 1802, governador de la Toscana el 1805 i finalment governador de Venècia.

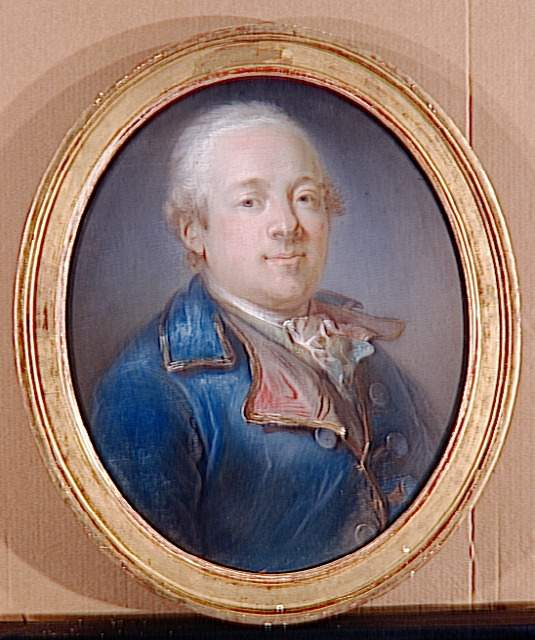
Jacques François de Menou

Menou va ser creat comte de l'Empire el 1808.
El nom del general Menou està inscrit sobre l'arc de triomf de l'Étoile en la banda sud.
Del seu matrimoni amb Zobeïda El Bahouad, va tenir un fill, Jacques Mourad Soliman.
Va tenir la Légion d'honneur